# 柳別爾齊
柳別爾齊（羅馬化：Lyubertsy）是俄羅斯莫斯科州的一個城市，位於莫斯科東南。2002年人口156,691人。
1621年首見於文獻，1925年建市。以機械、建築材料、食品工業為主。